# Guworejo
Guworejo is een bestuurslaag in het regentschap Sragen van de provincie Midden-Java, Indonesië. Guworejo telt 4208 inwoners (volkstelling 2010).